# 何卿 (1986年)
何卿（1986年10月12日—），安徽芜湖人，中国大陆女主持人、话剧演员，中国共产党党员。现任职于上海广播电视台融媒体中心，主要主持东方卫视早间新闻节目《看东方》。何卿是共青团中央十七大代表、上海市青联委员。

## 生平
何卿出生于安徽省芜湖市。早年的何卿对体育比赛感兴趣，尤其喜欢足球，曾深入研究过足球史，竞赛规则，技战术等。在1998年她第一次观看了世界杯足球赛。何卿于2003年获得全国“嘉年华”杯征文大赛二等奖；2004年获得全国首届旅博会形象小姐大赛“十佳”称号及“最佳才艺奖”，同年考入中国传媒大学播音与主持艺术专业。就读期间，何卿还是一名女足球员，参加过大学生女子足球联赛，还考取过国家二级裁判员足球项目证书。
2006年3月，何卿参加CCTV-52006年世界杯足球宝贝的评选活动，在经历才艺、走秀、足球知识的考核后顺利入选。此后两个月内先后何卿参加了《全明星猜想》节目录影、为大使馆球队助威、参与《球迷世界杯》抽签仪式、拍摄广告等活动，还曾与白岩松、段暄等主持人合作参与节目。世界杯期间，何卿在“红人运动俱乐部”担任主持人，同时参加了CCTV-5、央视国际网站、中央人民广播电台、搜狐等单位举办的活动。最终获得足球宝贝大赛冠军。后于2009年获得北京电视台“寻找青春代言人”十佳、2009瑞丽封面模特北京十佳荣誉称号；同年参加亚洲小姐竞赛，获得中国区四强、最佳口才奖。此后进入北京体育大学体育传媒专业攻读硕士研究生。
2010年，何卿开始主持北京电视台节目《综艺50分》。2011年5月，何卿参加SMG主办的2011华语主持人大赛《今天我主持》，最终夺得冠军并与SMG签约。同年11月开始担任东方卫视早间新闻节目《看东方》主播，兼任上视新闻综合频道《媒体大搜索》主持人。何卿自担任《看东方》主播后，始终保持早班“零迟到、零差错”的工作记录。
2012年2月25日，何卿与万峰开始主持星尚频道节目《生活大不同》。2014年，兼任《东方午新闻》主播。
2016年，何卿与柏栩栩在花椒直播推出首档全实景户外探秘自制直播节目《还你个卿白》。
2020年7月9日，何卿主演的首部话剧《奥赛罗》全女班版在上海人民大舞台首演。2023年，何卿参加《中央广播电视总台2023主持人大赛》，其出镜片段于10月23日（第二期）播出。最终，何卿以97.330分的成绩位居该场第二，晋级30强。

## 感情生活
何卿在2006年認識足球运动员杜威，二人曾于2012年3月在《陈蓉博客》节目中公开感情生活，其后二人分手。何卿目前已婚，2016年生产后提前两个月结束产假，回到工作岗位。

## 演出作品

### 主持节目
| 时间                       | 频道                       | 节目名称              | 备注与参考 |
| -------------------------- | -------------------------- | --------------------- | ---------- |
| 2010年-？（已停播）        | 北京电视台青少频道         | 综艺50分              | [ 6 ]      |
| 2010年-？（已停播）        | 上海广播电视台星尚频道     | 左右时尚              | [ 6 ]      |
| 2011年11月-至今            | 东方卫视                   | 看东方                | [ 10 ]     |
| 2011年11月-2020年12月      | 上海广播电视台新闻综合频道 | 媒体大搜索            | [ 1 ]      |
| 2012年2月25日-？（已停播） | 上海广播电视台星尚频道     | 生活大不同            | [ 12 ]     |
| 2014年-？                  | 东方卫视                   | 东方午新闻            | [ 1 ]      |
| 2016年6月1日               | 花椒直播                   | 还你个卿白            | [ 13 ]     |
| 2021年1月3日-至今          | 上海广播电视台新闻综合频道 | 上海摩天轮·周末大放送 | [ 16 ]     |

### 参与综艺节目
| 时间   | 频道                   | 节目名称                       | 备注与参考   |
| ------ | ---------------------- | ------------------------------ | ------------ |
| 2011年 | 上海广播电视台星尚频道 | 今天我主持                     | 冠军         |
| 2023年 | CCTV-1                 | 中央广播电视总台2023主持人大赛 | 进入全国30强 |

### 参演话剧
| 时间         | 剧目               | 角色   | 备注与参考 |
| ------------ | ------------------ | ------ | ---------- |
| 2020年7月9日 | 《奥赛罗》全女班版 | 奥赛罗 | [ 14 ]     |

## 奖项
2013年1月，获得2012年度SMG“名、优、新播音员主持人”评选活动播音主持新秀奖；2014年12月，获得2014年度SMG“名、优、新播音员主持人”评选活动优秀播音员主持人奖；2017年12月，获得2017年度SMG“名、优、新播音员主持人”评选活动名播音员主持人奖。